# Паутинные пилильщики
Паутинные пилильщики, или пилильщики-ткачи, или паутинные пилильщики-ткачи (лат. Pamphiliidae), — семейство перепончатокрылых насекомых из группы пилильщиков. Включает около 300 видов.

## Распространение
Встречаются в Северной Америке и Евразии.

## Описание
Мандибулы крупные серповидные, асимметричные. Усики жгутиковидные с 18—24 члениками. Личинки без брюшных ножек, развиваются на лиственных (Pamphiliinae) или хвойных (Cephalciinae) деревьях.

## Классификация
Подсемейство Cephalciinae
- Acantholyda Costa, 1894
- Caenolyda Konow, 1897
  - Ценолида сетчатая
- Cephalcia Panzer, 1805

Подсемейство Pamphiliinae
- Kelidoptera Konow, 1897
- Neurotoma Konow, 1897
- Onycholyda Takeuchi, 1938
- Pamphilius Latreille, 1802
- Pseudocephaleia Zirngiebl, 1937